# Aeropuerto Internacional Panamá Pacífico
El Aeropuerto Internacional Panamá Pacífico (código IATA: BLB, código OACI: MPPA) es un aeropuerto y antigua base militar de la Fuerza Aérea de los Estados Unidos, ubicado en Panamá. Se encuentra ubicado en el Área Económica Especial Panamá Pacífico, 15 minutos del centro de la Ciudad de Panamá, en el corregimiento de Veracruz, en el distrito de Arraiján, a 30 minutos de las playas del Pacífico y a 1 hora de la Zona Libre en la Ciudad de Colón.
Cuenta con una pista de aterrizaje de 2.591 metros de largo por 46 metros de ancho (Categoría 7), un área de estacionamiento para aeronaves de 178 360 metros cuadrados, un centro de reparación y reconversión de estructuras de aviones MRO, áreas disponibles para la instalación de oficinas, hangares, bodegas, etc. También posee una terminal de pasajeros con sala para pasajeros vip, manejo de equipajes, instalaciones de negocios, cafetería, sala para pasajeros de vuelos chárter así como servicios de seguridad como el Bomberos del Servicio de Salvamento y Extinción de Incendios, la Policía Nacional responsable de la seguridad del aeropuerto por medio de la Dirección Nacional de Inteligencia Policial a través del Departamento de Seguridad de Aeropuertos, labor en conjunto con la Policía Aeroportuaria del Servicio Nacional Aeronaval, institución de seguridad que mantiene en el aeropuerto la mayor base aérea del país, la Base Aérea Teniente Octavio Rodríguez Garrido. El Aeropuerto tiene capacidad para recibir vuelos internacionales dado que cuenta con presencia permanente del Servicio Nacional de Migración y de la Autoridad Nacional de Aduanas.
Desde agosto de 2013 hasta el 20 de mayo de 2018, la aerolínea colombiana Viva Colombia operaba vuelos directos hacia las ciudades de Bogotá y Medellín, y de igual forma opera Wingo, aerolínea del grupo panameño Copa, S.A. agregando destinos en Cali, Cartagena y Barranquilla.

## Historia
Se inició su construcción en 1939 por parte de las fuerzas militares estadounidenses que ocupaban entonces la Zona del Canal de Panamá, retirando 500 yardas de la espesa jungla de la zona Pacífico e inaugurado con el nombre de Base de la Fuerza Aérea de Howard (Howard Air Force Base, IATA: BLB, ICAO: MPHO) en 1942, en honor al mayor Charles H. Howard (1892-1936). Como resultado de los Tratados Torrijos-Carter, la base aérea fue traspasada a manos panameñas el 1 de noviembre de 1999, y fue reconvertido en un aeropuerto civil.

## Conexión con la ciudad
El Aeropuerto Internacional de Panamá Pacífico se conecta con las ciudades de (la provincia de) Panamá y Arraiján mediante el bulevar Panamá Pacífico y la Carretera Panamericana, la cual atraviesa el área metropolitana de Panamá.

## Aerolíneas y destinos

### Pasajeros
| Aerolíneas   | Ciudades                                                                    |
| ------------ | --------------------------------------------------------------------------- |
| Aeroregional | Quito                                                                       |
| TAH Airlines | Tegucigalpa (Planes de inicio)                                              |
| Wingo        | Barranquilla, Bogotá, Cali, Cartagena, David, La Habana, Medellín, San José |

### Destino nacional
| Ciudades | Nombre del aeropuerto                  | Aerolíneas | Aeronaves | Frecuencias semanales |
| -------- | -------------------------------------- | ---------- | --------- | --------------------- |
| David    | Aeropuerto Internacional Enrique Malek | Wingo      | B738      | 2                     |

### Destinos internacionales
| Destinos                            | Aeropuertos                                     | Aerolíneas                      | Aeronaves                    | Frecuencias por semana       |
| Centroamérica y el El Caribe        | Centroamérica y el El Caribe                    | Centroamérica y el El Caribe    | Centroamérica y el El Caribe | Centroamérica y el El Caribe |
| ----------------------------------- | ----------------------------------------------- | ------------------------------- | ---------------------------- | ---------------------------- |
| Costa Rica (1 destino, 1 aerolínea) |                                                 |                                 |                              |                              |
| San José                            | Aeropuerto Internacional Juan Santamaría        | Wingo                           | B738                         | 2                            |
| Cuba (1 destino, 1 aerolínea)       |                                                 |                                 |                              |                              |
| La Habana                           | Aeropuerto Internacional José Martí             | Wingo                           | B738                         | 2                            |
| Honduras (1 destino, 1 aerolínea)   |                                                 |                                 |                              |                              |
| Tegucigalpa                         | Aeropuerto Internacional Toncontín              | TAH Airlines (Planes de inicio) | B734                         | No establecido               |
| Suramérica                          |                                                 |                                 |                              |                              |
| Colombia (5 destinos, 1 aerolínea)  |                                                 |                                 |                              |                              |
| Barranquilla                        | Aeropuerto Internacional Ernesto Cortissoz      | Wingo                           | B738                         | 2                            |
| Bogotá                              | Aeropuerto Internacional El Dorado              | Wingo                           | B738                         | 7                            |
| Cali                                | Aeropuerto Internacional Alfonso Bonilla Aragón | Wingo                           | B738                         | 5                            |
| Cartagena                           | Aeropuerto Internacional Rafael Núñez           | Wingo                           | B738                         | 5                            |
| Medellín                            | Aeropuerto Internacional José María Córdova     | Wingo                           | B738                         | 7                            |
| Ecuador (1 destino, 1 aerolínea)    |                                                 |                                 |                              |                              |
| Quito                               | Aeropuerto Internacional Mariscal Sucre         | Aeroregional                    | B734/B735                    | 3                            |

### Antiguos Destinos
| Destinos                                      | Aeropuertos                                 | Aerolíneas        |
| --------------------------------------------- | ------------------------------------------- | ----------------- |
| Colombia (2 destinos, 1 aerolínea)            |                                             |                   |
| Bogotá                                        | Aeropuerto Internacional El Dorado          | Viva Air Colombia |
| Medellín                                      | Aeropuerto Internacional José María Córdova | Viva Air Colombia |
| República Dominicana (1 destino, 1 aerolínea) |                                             |                   |
| Santo Domingo                                 | Aeropuerto Internacional de Las Américas    | Wingo             |